# Olivier Jacque

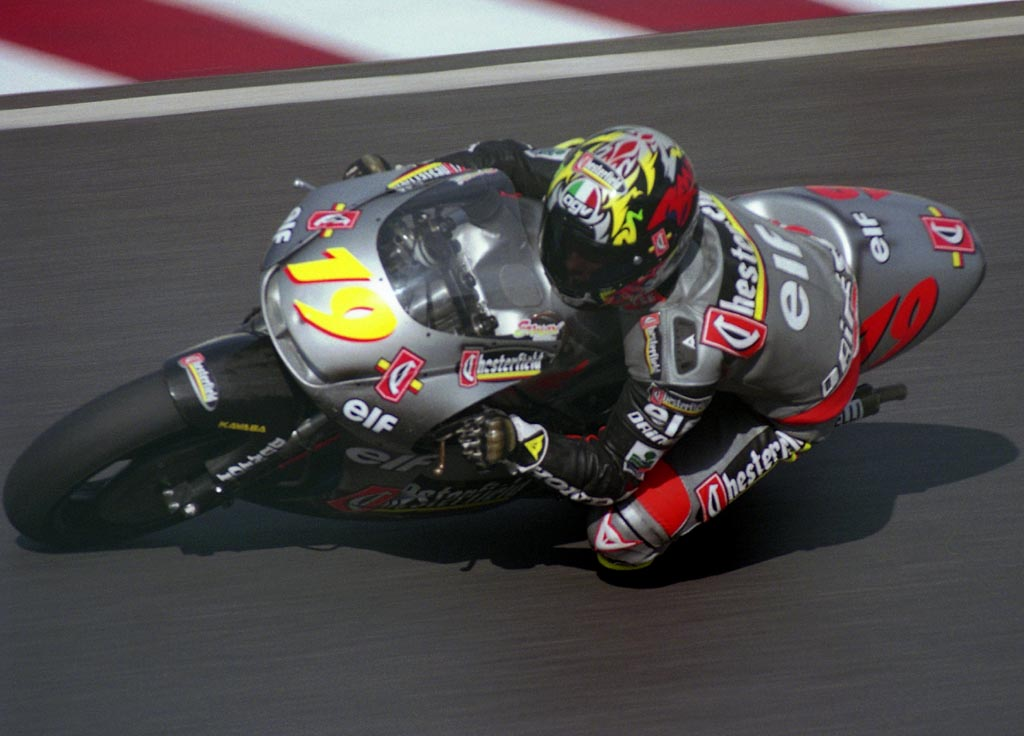
Jacque auf Honda beim Grand Prix von Japan 1996

Olivier Jacque (* 29. August 1973 in Villerupt, Département Meurthe-et-Moselle, Frankreich) ist ein ehemaliger französischer Motorradrennfahrer.
Sein größter Erfolg war der Gewinn der Weltmeisterschaft in der 250-cm³-Klasse der Motorrad-Weltmeisterschaft in der Saison 2000.

## Karriere
Jacque wurde im Jahr 1994 Zweiter der 250-cm³-Europameisterschaft, zur Saison 1995 wechselte er in die 250er-Klasse der Weltmeisterschaft, in der er bis ins Jahr 2000 zuerst auf Honda und später auf Yamaha startete und in jedem Jahr unter die Top 10 der Gesamtwertung fuhr. Sein erster Sieg gelang dem Franzosen beim Grand Prix von Brasilien in der Saison 1996.
In der Saison 2000 gewann Olivier Jacque schließlich die 250-cm³-Weltmeisterschaft. Er setzte sich mit 279 Punkten gegen die beiden Japaner Shin’ya Nakano und Daijirō Katō durch. Die Titelentscheidung war sehr knapp. Jacque setzte sich auf der Zielgeraden des letzten Saisonlaufes in Phillip Island in einem Windschattenduell gegen seinen Teamkollegen Nakano durch und gewann das Rennen mit 0,014 Sekunden Vorsprung vor dem Japaner, der so mit 272 Punkten WM-Zweiter wurde.
Zur Saison 2001 wechselte er mit dem Tech3-Team in die 500-cm³-Klasse der Weltmeisterschaft und trat wiederum auf einer Yamaha an, ohne jedoch herausragende Resultate einzufahren. Bis zur Saison 2003 blieb Jacque Stammfahrer bei Yamaha in der Königsklasse. 2004 trat der Franzose bei zwei MotoGP-Rennen als Wildcard-Fahrer auf der unterlegenen Moriwaki an.
In die Saison 2005 startete Olivier Jacque wiederum ohne festen Platz in einem MotoGP-Team. Als sich der Deutsche Alex Hofmann bei einer Demonstrationsfahrt jedoch verletzte, sprang Jacque als Ersatzfahrer im Kawasaki-Team ein und errang in seinem ersten Rennen, dem von starkem Regen geprägten Großen Preis von China, auf Anhieb den zweiten Platz hinter Valentino Rossi. Jacque wurde daraufhin als Testfahrer verpflichtet.
Nachdem Shin’ya Nakano sich entschlossen hatte, das Kawasaki-Team zum Ende der Saison 2006 in Richtung Honda zu verlassen, entschied man sich, nach der Absage des Spaniers Sete Gibernau, den freigewordenen Platz im Team für 2007 an Olivier Jacque zu vergeben. Nach zahlreichen Stürzen und Verletzungen gab Jacque am 21. Juni 2007 seinen sofortigen Rücktritt bekannt. Er fühle sich „müde und physisch nicht mehr auf der Höhe“. Seitdem arbeitet er als Testfahrer für das Kawasaki-MotoGP-Team.
Bei seinen 136 Starts in der Motorrad-WM gelangen Olivier Jacque sieben Siege, 35 Podiumsplätze, 17 Pole-Positions, sowie neun Schnellste Rennrunden.